# Onychostoma simum
Onychostoma simum är en fiskart som först beskrevs av Sauvage och Dabry de Thiersant, 1874.  Onychostoma simum ingår i släktet Onychostoma och familjen karpfiskar. IUCN kategoriserar arten globalt som otillräckligt studerad. Inga underarter finns listade i Catalogue of Life.